# Communauté de communes du canton de Cerisy-la-Salle
La communauté de communes du canton de Cerisy-la-Salle est une ancienne communauté de communes française, située dans le département de Manche et la région Basse-Normandie.

## Composition
L'intercommunalité fédérait les onze communes du canton de Cerisy-la-Salle :
- Belval
- Cametours
- Cerisy-la-Salle
- Guéhébert
- Montpinchon
- Notre-Dame-de-Cenilly
- Ouville
- Roncey
- Saint-Denis-le-Vêtu
- Saint-Martin-de-Cenilly
- Savigny

## Historique
La communauté de communes du canton de Cerisy-la-Salle a été créée le 28 décembre 1993. Le 1er janvier 2014, elle fusionne avec les communautés de communes du canton de Coutances, du canton de Gavray et du canton de Saint-Sauveur-Lendelin pour former la communauté du Bocage coutançais.

## Administration
Elle était présidée, de sa création à sa dissolution, par Claude Halbecq, maire de Roncey.